# Каруг жовтоголовий
Кару́г жовтоголовий (Chrysomus icterocephalus) — вид горобцеподібних птахів родини трупіалових (Icteridae). Мешкає в Південній Америці.

## Опис

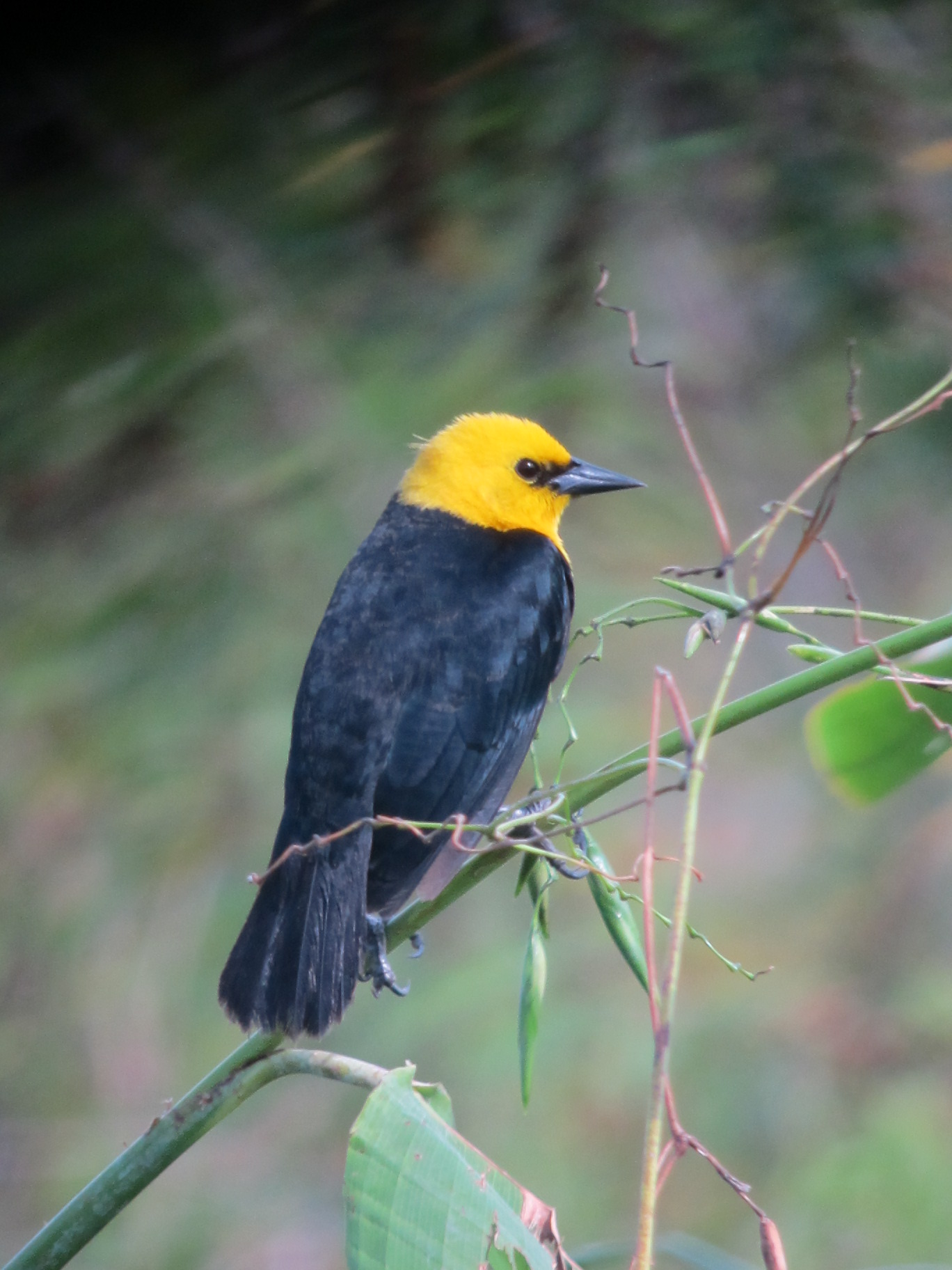
Самець жовтоголового каруга

Довжина птаха становить 16,5-18 см. Виду притаманний статевий диморфізм. Самці мають переважно чорне забарвлення, голови і шиї у них жовті, на обличчі чорні "маски". Самиці мають дещо менші розміри, їхнє забарвлення переважно тьмяно-оливково-коричневе, обличчя і горло у них жовтуваті, решта нижньої частини тіла оливково-жовта.

## Підвиди
Виділяють два підвиди:
- C. i. bogotensis (Chapman, 1914) — північ центральної Колумбії;
- C. i. icterocephalus (Linnaeus, 1766) — північна Колумбія, Венесуела, узбережжя Гвіани, північне узбережжя Бразилії, долина Амазонки в Бразилії і Перу.

## Поширення і екологія
Жовтоголові каруги мешкають в Колумбії, Венесуелі, Гаяні, Суринамі, Французькій Гвіані, Бразилії, Перу, на Тринідаді і Тобаго, а також на сході Панами. Вони живуть на луках, зокрема на заплавних, на болотах та на рисових полях. Зустрічаються зграйками по 6-8 птахів, на висоті до 2600 м над рівнем моря.